# Эпштейн, Ицхак
Ицхак Эпштейн (1862, Любань Минской губернии — 1943, Иерусалим) — израильский педагог и языковед. Был среди основоположников преподавания на возрожденном иврите. Брат Залмана Эпштейна.

## Биография
Родился в местечке Любань в ортодоксальной семье еврейского учёного и преподавателя иврита Нохема Эпштейна и Фейги-Бейлы Шапиро. Родился в ортодоксальной семье, получил традиционное образование. В 1876 семья переехала в Одессу, там он окончил в 1883 реальное училище; одновременно брал уроки иврита у М. Л. Лилиенблюма. В 1886 эмигрировал в Эрец-Исраэль.
С открытием в 1891 еврейской школы в Цфате, был назначен директором (до 1901).
В 1902—1905 и в 1915 изучал педагогику в университете в Лозанне (в 1915 получил степень доктора педагогики и литературы).
В период с 1909 по 1915 был директором еврейской школы «Талмуд-Тора» в Салониках.
В 1919 был назначен директором женской учительской семинарии имени Э. Левинского в Тель-Авиве. В 1920 переехал в Иерусалим, стал инспектором еврейских школ.

## Политические взгляды
Писал о необходимости установления позитивной системы взаимоотношений евреев, переселяющихся в Палестину, с местными арабами.

## Произведения
- «Иврит бе-‘иврит» («Иврит на иврите», Варшава, 1901)
- «Хэгйоней лашон» («Размышления о языке», 1947)
- «Мехкарим ба-психология шел ха-лашон ве-ха-хиннух ха-‘иври» («Исследования по психологии языка иврит и образованию на нём», 1947).